# Keith Holyoake
Keith Jacka Holyoake (Pahiatua, 11 de febrero de 1904 - Wellington, 8 de diciembre de 1983) fue un político neozelandés que ocupó el cargo de primer ministro de Nueva Zelanda en dos ocasiones, primero entre el 20 de septiembre de 1957 y 12 de diciembre de ese mismo año y después del 12 de diciembre de 1960 al 7 de febrero de 1972. Además fue Gobernador general del 26 de octubre de 1977 al 25 de octubre de 1980.

## Inicios políticos
Ligado al mundo agrario sus inicios en política, en 1932, se encaminaron a la defensa de los intereses agrarios en el Partido Reformista, que en 1936 pasó a convertirse en el Partido Nacional tras la fusión con el Partido Unido. Participó en el gobierno de Sidney Holland como vice primer ministro y ministro de Agricultura. Tras la retirada de Holland por una enfermedad ocupó interinamente el puesto de Primer ministro en 1957 hasta que perdió las elecciones de ese mismo año contra Walter Nash.

## Primer ministro y Gobernador

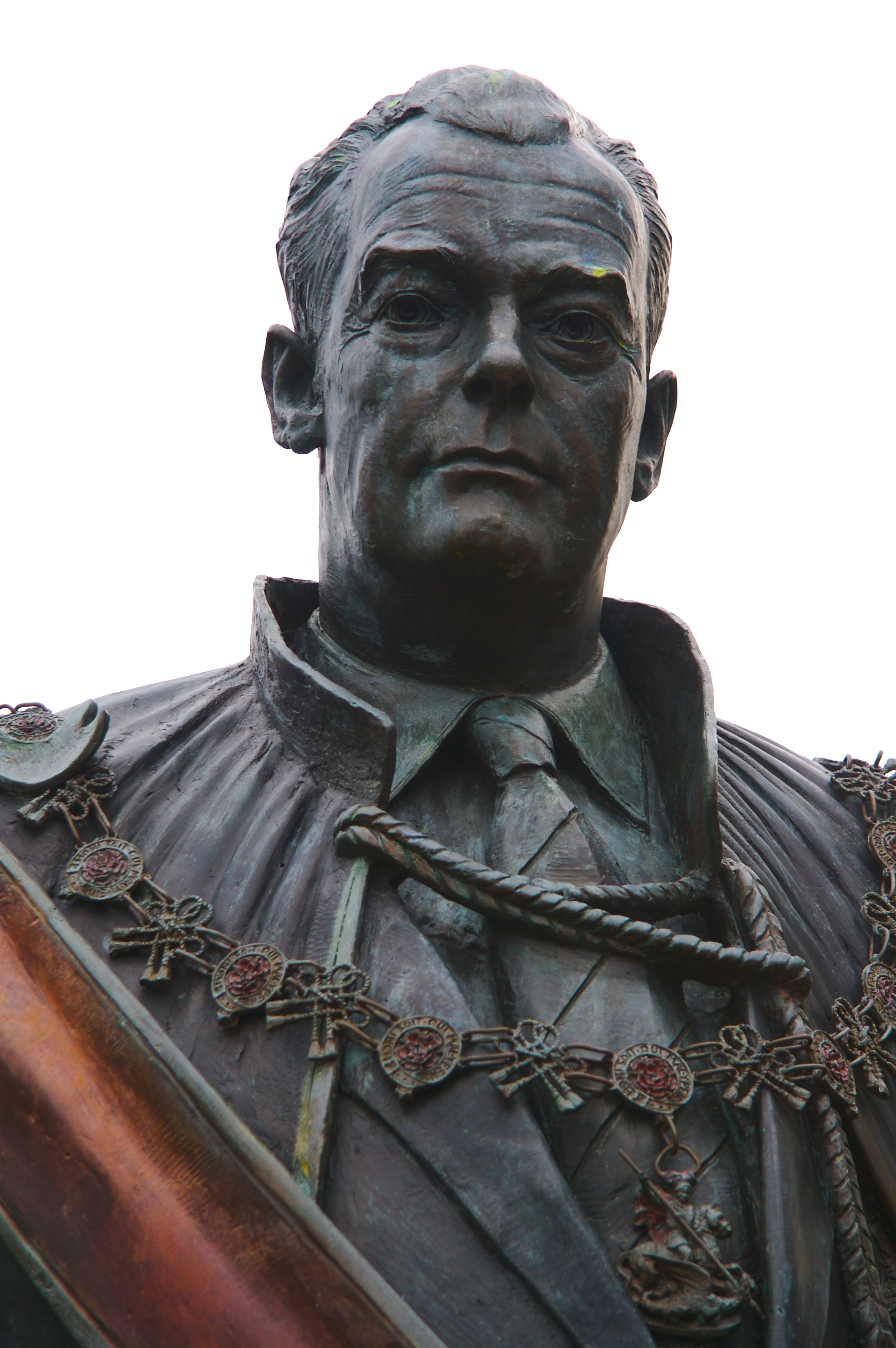
Estatua de Holyoake en Wellington.

Pese a la derrota contra Nash continuó como líder del partido y consiguió vencerlo en las siguientes elecciones de 1960, al estar el gobierno de Nash muy desgastado por su política de austeridad. Gobernó hasta 1972, venciendo en cuatro elecciones consecutivas. Durante ese tiempo ocupó también la cartera de Asuntos Exteriores. En política exterior se opuso a la política del apartheid sudafricano y apoyó la política estadounidense en Vietnam y en el Pacífico. Se opuso a la entrada del Reino Unido en la CEE.
Abandonó el gobierno en 1972, antes de las elecciones de ese año, cediendo el puesto de Primer ministro a Jack Marshall. En 1975 volvió al gobierno pero como ministro de Estados regionales. Dos años después dejó ese puesto y su militancia en el Partido Nacional para ocupar el puesto de gobernador general de Nueva Zelanda hasta 1980.

## Bibliografía

Armas de Keith Holyoake